# Línea C-3 (Cercanías Asturias)

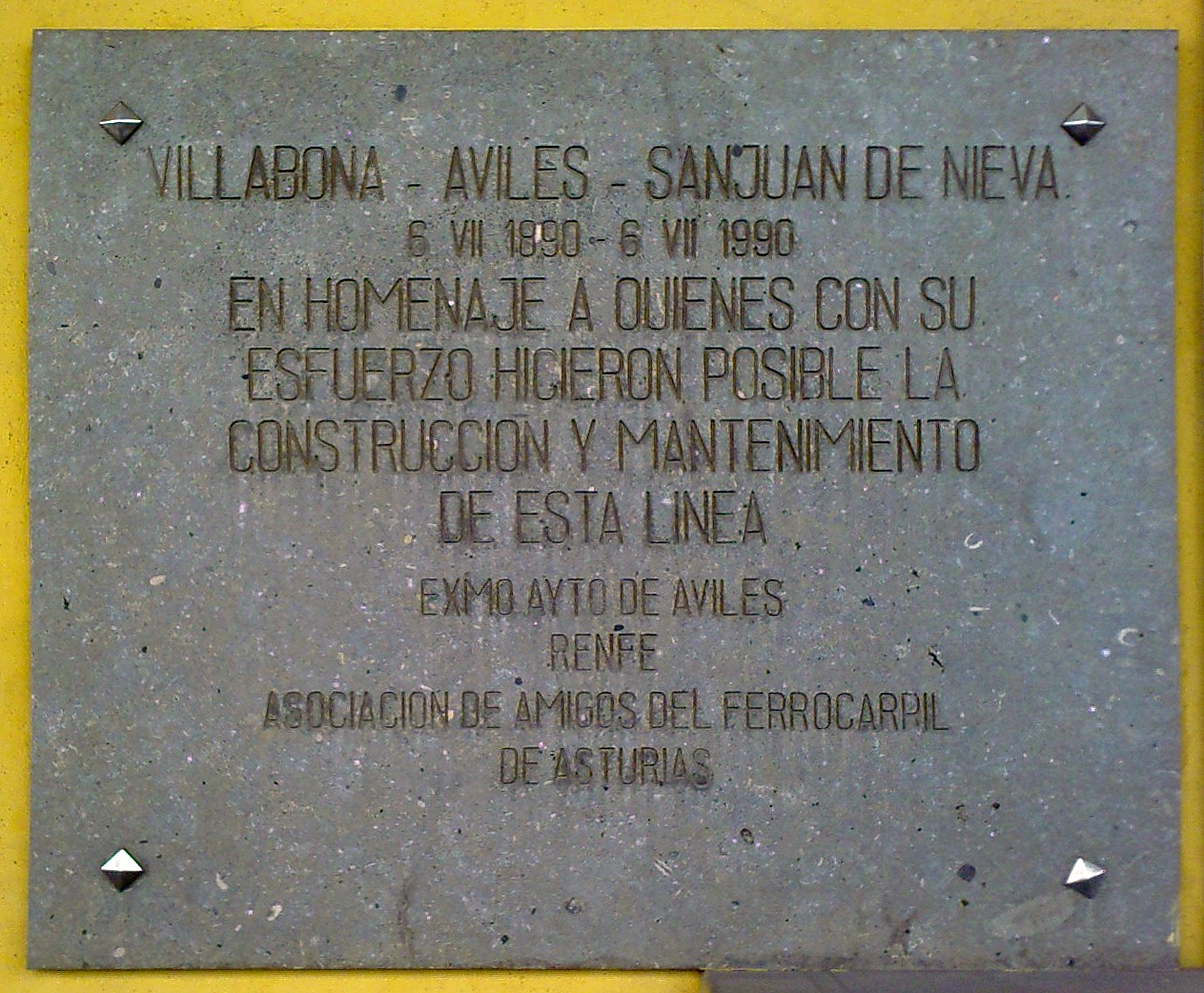
Placa conmemorativa del centenario de la línea Villabona-San Juan de Nieva en la estación de Avilés.

La línea C-3 es una línea de Cercanías del núcleo de cercanías de Asturias, cuyos servicios son operados por Renfe Operadora bajo el nombre de Renfe Cercanías. Conecta Oviedo con los municipios de Llanera, Corvera de Asturias, Avilés y Castrillón.

## Historia
Los 20 km entre Villabona de Asturias y San Juan de Nieva, pasando por Avilés, fueron construidos en el año 1890 para transportar el carbón de las minas hacia el interior del país. Conectaban en Villabona con la línea entre Gijón y León. Posteriormente, la línea fue utilizada por Ensidesa (Empresa Nacional Siderúrgica Sociedad Anónima) para transportar sus productos desde su horno en Avilés. Los servicios de pasajeros estaban incluidos en la concesión original. En los años 70 y 80 hubo trenes Estrella Costa Verde que conectaban San Juan y Avilés con Madrid, por la noche. Estos trenes se unían en Oviedo con el tren procedente de Gijón, pero fueron suprimidos en el año 1989, manteniéndose únicamente el servicio Estrella Madrid - Gijón. Desde 1989 hasta 1996 la línea C-3 era una antigua línea de ancho ibérico que conectaba Oviedo con Trubia, trazado realizado en la actualidad por la línea C-7f de Cercanías AM. El trazado Oviedo - San Juan de Nieva hasta 1998 fue conocido como C-4 hasta que fue renombrado como línea C-3. Desde 2007 la línea termina su recorrido en la Estación de Llamaquique, subterránea en la zona homónima de Oviedo.

## Actualidad
Los trenes circulan de lunes a viernes con una frecuencia media de 30 minutos, y en festivos de un tren por hora. El recorrido dura aproximadamente 40 minutos. De lunes a viernes y en horas puntas, el tren tipo CIVIS, al no parar en todos los apeaderos, recorta el tiempo de viaje entre Oviedo y Avilés a 30 minutos. La mayor parte de los trenes de la línea C-3 continúan desde Oviedo a El Entrego siguiendo la línea de cercanías C-2. 

## Vías
Discurre entre Oviedo y Villabona de Asturias por la línea Venta de Baños-Gijón, en su tramo León-Gijón. A partir de Villabona, circula por el ramal Villabona-Avilés-San Juan de Nieva. La línea discurre por vía electrificada (3.000 voltios de corriente continua) de ancho ibérico, que es doble desde Llamaquique hasta Nubledo. El resto de la línea, desde Nubledo hasta San Juan de Nieva, es simple. El sentido de circulación de los trenes en los tramos de vía doble es por la de la izquierda en el sentido de la marcha.

## Sistemas de seguridad, control de tráfico y comunicaciones

### Sistemas de señalización: bloqueos
La línea usa enclavamientos electrónicos con telemando centralizado en los puestos de mando (CTC) y bloqueo automático, banalizado en las vía doble y de vía única en el resto.

### Sistema de seguridad
La línea dispone del sistema conocido como Anuncio de Señales y Frenado Automático (ASFA).

### Sistema de radiotelefonía
La comunicación del puesto de mando con los trenes de la línea se realiza a través del sistema de radiotelefonía analógico denominado Tren – Tierra que permite una comunicación individual.

## Trenes utilizados
La línea se opera únicamente con trenes Civia. Antiguamente se usaban trenes de la Serie 440R, pero Renfe decidió eliminarlos de todos los núcleos de Cercanías Asturias, dejando únicamente la serie Civia.